# Hrvatsko primorje
Hrvatsko primorje (svenska: Kroatiska kustlandet) eller Primorje (Kustlandet) är ett geografiskt, historiskt och kulturellt område i nordvästra Kroatien som sträcker sig från Rijeka i norr till Karlobag i söder. Området har ingen administrativ betydelse och omfattar bland annat Vinodol. Dess traditionella, kulturella och geografiska centrum är hamnstaden Rijeka. Området räknas vanligtvis till mellersta Kroatien.

## Historia
Historiskt har det kroatiska kustlandet ingått i det medeltida kroatiska kungariket, delvis dominerats av Venedig samt varit en del av det österrikiska kustlandet inom Österrike-Ungern.

## Större orter i Primorje
- Bakar
- Bribir
- Crikvenica
- Karlobag
- Kraljevica
- Novi Vinodolski
- Senj